# Stari Koșarî, Pervomaisk
Stari Koșarî (în ucraineană Старі Кошари) este un sat în comuna Poltavka din raionul Pervomaisk, regiunea Mîkolaiiv, Ucraina.

## Demografie
Componența lingvistică a localității Stari Koșarî
     Ucraineană (90,83%)
     Rusă (5,96%)
     Română (3,21%)
Conform recensământului din 2001, majoritatea populației localității Stari Koșarî era vorbitoare de ucraineană (90,83%), existând în minoritate și vorbitori de rusă (5,96%) și română (3,21%).